# Дискография Rammstein
Дискография немецкой индастриал-метал группы Rammstein состоит из 8 студийных альбомов, 4 концертных и 4 видеоальбомов. На сентябрь 2024 года Rammstein выпустили 33 сингла, на все из них были сняты видеоклипы. Группа была основана в январе 1994 года. В неё вошли 6 музыкантов из Шверина и Восточного Берлина: вокалист Тилль Линдеманн, соло-гитарист Рихард Круспе, ритм-гитарист Пауль Ландерс, бас-гитарист Оливер Ридель, барабанщик Кристоф Шнайдер и клавишник Кристиан Флаке Лоренц.

## Описание дискографии
Первый сингл группы, «Du riechst so gut», был выпущен ограниченным тиражом в формате диджипак 17 августа 1995 года. Месяц спустя группа выпустила свой первый студийный альбом Herzeleid, который занял шестую строчку в немецких хит-парадах и продержался на данной позиции 102 недели. 1 апреля 1997 года был выпущен сингл «Engel», который занял третью строчку в хит-парадах и стал золотым, разошедшись более чем 250 000 копий.
Второй альбом Rammstein, Sehnsucht, был издан в августе 1997 года. Альбом занял первые строчки в чартах Германии и Австрии и вскоре Международной федерацией производителей фонограмм был сертифицирован как платиновый. 30 августа 1999 года группа выпустила первый концертный альбом Live aus Berlin, записанный на сцене Kindl-Bühne Wuhlheide и выпущенный на CD и DVD. В апреле 2001 года свет увидел третий альбом, Mutter, на 6 композиций из которого — «Sonne», «Links 2-3-4», «Ich will», «Mutter», «Feuer frei!» и «Mein Herz brennt» — также были изданы как синглы. В 2003 году группа выпустила DVD Lichtspielhaus, содержащий кадры живых выступлений, видеоклипы и интервью участников группы.
26 июля 2004 года был выпущен сингл «Mein Teil», посвящённый истории немецкого каннибала Армина Майвеса и занявший вторые строчки в хит-парадах Германии и Финляндии. Чуть позже вышел очередной альбом группы, Reise, Reise, ставший номером один в австрийских, финских, швейцарских и немецких чартах. В октябре 2005 года вышел в свет пятый студийный альбом группы, Rosenrot. Годом позже был издан Völkerball, второй концертный альбом группы. Наконец, в октябре 2009 года, после 4-летнего перерыва вышел альбом группы Liebe ist für alle da. В конце 2011 года вышел сборник лучших песен группы Made in Germany 1995–2011, а в конце 2012 года вышел сборник всех видеоклипов, наряду с историей их создания — Videos 1995–2012.
19 мая 2017 года группа выпустила третий концертный альбом Rammstein: Paris, записанный во время концерта 2012 года в Париже и выпущенный на DVD, Blu-Ray, Vinyl, Digital, и CD. Одноимённый фильм был показан в 46 странах 23, 24 и 29 марта того же года.
28 марта 2019 года был выпущен сингл «Deutschland», ставший двадцать шестым синглом Rammstein и занявший высокие позиции в чартах. 26 апреля того же года вышел сингл «Radio». 17 мая был официально выпущен седьмой безымянный студийный альбом группы, а 31 мая вышел третий сингл с этого альбома — «Ausländer».
10 марта 2022 года был выпущен сингл «Zeit», за которым последовал анонс одноимённого альбома. 7 апреля того же года выпущен второй сингл с грядущего альбома, «Zick Zack». Выход альбома запланирован на 29 апреля 2022 года, с премьерой третьего сингла 28 апреля в кинотеатрах с предварительным прослушиванием альбома за день до официального релиза.

## Студийные альбомы
| Herzeleid | Herzeleid |
| --- | --- |
| Высшие позиции в чартах: Германия — 6; Австрия — 11; Бельгия — 96 Нидерланды — 77 Франция — 85; Швейцария — 20; | |
| Треклист 1. «Wollt ihr das Bett in Flammen Sehen?» — 5:17 2. «Der Meister» — 4:08 3. «Weißes Fleisch» — 3:35 4. «Asche zu Asche» — 3:51 5. «Seemann» — 4:48 6. «Du riechst so gut» — 4:49 7. «Das alte Leid» — 5:44 8. «Heirate mich» — 4:44 9. «Herzeleid» — 3:41 10. «Laichzeit» — 4:20 11. «Rammstein» — 4:25 | Данные - Выпущен: 24 сентября 1995 года - Лейбл: Motor Music - Сертификация: — Германия — платиновый · Евросоюз — платиновый - Время звучания: 49:22 Профессиональные рецензии - Allmusic ссылка |

| Sehnsucht | Sehnsucht |
| --- | --- |
| Высшие позиции в чартах: Германия — 1; Австралия — 25; Австрия — 1; Бельгия — 50 Нидерланды — 28 США — 45 Франция — 76; Швеция — 17; Швейцария — 3; | |
| Треклист 1. «Sehnsucht» — 4:04 2. «Engel» — 4:24 3. «Tier» — 3:46 4. «Bestrafe mich» — 3:36 5. «Du hast» — 3:54 6. «Bück dich» — 3:21 7. «Spiel mit mir» — 4:45 8. «Klavier» — 4:22 9. «Alter Mann» — 4:22 10. «Eifersucht» — 3:35 11. «Küss mich (Fellfrosch)» — 3:30 | Данные - Выпущен: 22 августа 1997 года - Лейбл: Motor Music - Сертификация: — Германия — платиновый Евросоюз — платиновый · Канада — платиновый · Швейцария — дважды платиновый · США — платиновый - Время звучания: 51:58 Профессиональные рецензии - Allmusic ссылка (недоступная ссылка) - Pitchfork Media (2.9/10) ссылка - Q ссылка Архивная копия от 13 ноября 2004 на Wayback Machine - Rolling Stone ссылка Архивировано 10 марта 2007 года. |

| Mutter | Mutter |
| --- | --- |
| Высшие позиции в чартах: Германия — 1; Австралия — 10; Австрия — 1; Бельгия — 7 Великобритания — 91 Нидерланды — 4 Норвегия — 12 США — 77 Финляндия — 7; Франция — 23; Швеция — 2; Швейцария — 1;                                                     | |
| Треклист 1. «Mein Herz brennt» — 4:39 2. «Links 2-3-4» — 3:36 3. «Sonne» — 4:32 4. «Ich will» — 3:37 5. «Feuer frei!» — 3:08 6. «Mutter» — 4:28 7. «Spieluhr» — 4:46 8. «Zwitter» — 4:17 9. «Rein, raus» — 3:09 10. «Adiós» — 3:48 11. «Nebel» — 4:54 | Данные - Выпущен: 2 апреля 2001 года - Лейбл: Motor Music - Сертификация: — Германия — дважды платиновый Евросоюз — платиновый · Финляндия — золотой · Швейцария — дважды платиновый · Швеция — золотой - Время звучания: 44:54 Профессиональные рецензии - Allmusic ссылка - NME ссылка - Q ссылка Архивная копия от 30 сентября 2007 на Wayback Machine - Rolling Stone ссылка Архивная копия от 20 ноября 2009 на Wayback Machine - Winnipeg Sun ссылка (недоступная ссылка) |

| Reise, Reise | Reise, Reise |
| --- | --- |
| Высшие позиции в чартах: Германия — 1; Австралия — 19; Австрия — 1; Бельгия — 5 Великобритания — 37 Нидерланды — 2 Норвегия — 4 США — 61 Финляндия — 1; Франция — 3; Швеция — 2; Швейцария — 1;                                                           | |
| Треклист 1. «Reise, Reise» — 4:11 2. «Mein Teil» — 4:32 3. «Dalai Lama» — 5:38 4. «Keine Lust» — 3:42 5. «Los» — 4:23 6. «Amerika» — 3:46 7. «Moskau» — 4:16 8. «Morgenstern» — 3:59 9. «Stein um Stein» — 3:56 10. «Ohne Dich» — 4:32 11. «Amour» — 4:50 | Данные - Выпущен: 27 сентября 2004 года - Лейбл: Motor Music - Сертификация: — Германия — платиновый Евросоюз — платиновый · Финляндия — золотой · Швейцария — платиновый · Швеция — золотой - Время звучания: 47:40 Профессиональные рецензии - Allmusic ссылка - PopMatters ссылка - RockReview ссылка - Rolling Stone ссылка |

| Rosenrot | Rosenrot |
| --- | --- |
| Высшие позиции в чартах: Германия — 1; Австралия — 44; Австрия — 1; Бельгия — 3 Великобритания — 29 Нидерланды — 4 Норвегия — 4 США — 47 Финляндия — 1; Франция — 5; Швеция — 2; Швейцария — 2; | |
| Треклист 1. «Benzin» — 3:46 2. «Mann gegen Mann» — 3:50 3. «Rosenrot» — 3:54 4. «Spring» — 5:24 5. «Wo bist du» — 3:55 6. «Stirb nicht vor mir (Don’t die before I do)» — 4:05 7. «Zerstören» — 5:28 8. «Hilf mir» — 4:43 9. «Te quiero puta!» — 3:55 10. «Feuer und Wasser» — 5:12 11. «Ein Lied» — 3:43 | Данные - Выпущен: 28 октября 2005 года - Лейбл: Motor Music - Сертификация: — Евросоюз — платиновый Финляндия — золотой · Швейцария — платиновый - Время звучания: 48:20 Профессиональные рецензии - Allmusic ссылка - Entertainment Weekly (C) ссылка Архивная копия от 20 октября 2012 на Wayback Machine - IGN ссылка - PopMatters ссылка - laut.de ссылка |

| Liebe ist für alle da | Liebe ist für alle da |
| --- | --- |
| Высшие позиции в чартах: Германия — 1; Австралия — 9; Австрия — 1; Бельгия — 3 Великобритания — 16 Нидерланды — 1 Норвегия — 4 США — 13 Финляндия — 1; Франция — 2; Швеция — 3; Швейцария — 1; | |
| Треклист 1. «Rammlied» — 5:18 2. «Ich tu dir weh» — 5:01 3. «Waidmanns Heil» — 3:32 4. «Haifisch» — 3:44 5. «B********» — 4:14 6. «Frühling in Paris» — 4:44 7. «Wiener Blut» — 3:52 8. «Pussy» — 3:59 9. «Liebe ist für alle da» — 3:26 10. «Mehr» — 4:08 11. «Roter Sand» — 3:59 Бонусные треки 1. «Führe mich» — 4:33 2. «Donaukinder» — 5:17 3. «Halt» — 4:20 4. «Liese» — 3:55 5. «Roter Sand (Orchestral version)» — 4:05 | Данные - Выпущен: 16 октября 2009 года - Лейбл: Universal Music - Сертификация: — Германия — дважды платиновый Дания — золотой · Финляндия — платиновый · Франция — золотой · Швейцария — платиновый - Время звучания: 46:07 Профессиональные рецензии - 411Mania ссылка - Allmusic ссылка - Rolling Stone Russia ссылка - Big Shiny Robot ссылка - Kerrang! (#1283, стр. 46) - Rock Sound ссылка - The Second Supper ссылка - Thrash Hits ссылка - Metal Hammer (#198, стр. 97) - Rock Sins ссылка - Ultimate Guitar ссылка - Cosmos Gaming (в целом, благосклонные) ссылка (недоступная ссылка) - Metal Storm ссылка - The Gauntlet ссылка |

| Rammstein | Rammstein |
| --- | --- |
| Высшие позиции в чартах: Германия — 1 Австрия — 1 Дания — 1 Бельгия — 1 Нидерланды — 1 Франция — 1 Швейцария — 1 Финляндия — 1 Польша — 1 Великобритания — 1 Чехия — 2 Австралия — 5 Италия — 5 Канада — 5 Швеция — 2 США — 9                  | |
| Треклист 1. «Deutschland» — 5:23 2. «Radio» — 4:37 3. «Zeig Dich» — 4:15 4. «Ausländer» — 3:51 5. «Sex» — 3:56 6. «Puppe» — 4:32 7. «Was Ich Liebe» — 4:29 8. «Diamant» — 2:34 9. «Weit Weg» — 4:20 10. «Tattoo» — 4:11 11. «Hallomann» — 4:11 | Данные - Выпущен: 17 мая 2019 года - Лейбл: Universal Music - Сертификация: - Время звучания: 46:20 Профессиональные рецензии - Summa Inferno - Heavy Mag - NME - Mariskal Rock - Rock Ur Life - Bretagne Actuelle 82/100 - Kerrang! - All Music |

| Zeit | Zeit |
| ---- | ---- |
|      |      |

## Концертные альбомы
| Live aus Berlin | Live aus Berlin |
| --- | --- |
| Высшие позиции в чартах: — Германия — 1 Австрия — 2 Бельгия — 93 Нидерланды — 43 Норвегия — 29 США — 179 Финляндия — 35 Франция — 97 Швеция — 42 Швейцария — 8              | |
| Данные - Записан: 22 и 23 августа 1998 года на сцене Kindl-Bühne Wuhlheide в Берлине, Германия - Выпущен: 30 августа 1999 года - Лейбл: Motor Music - Время звучания: 80:36 | Сертификация Германия — золотой · Швейцария — золотой Профессиональные рецензии - Allmusic ссылка (недоступная ссылка) - Rolling Stone ссылка |

| Völkerball | Völkerball |
| --- | --- |
| Высшие позиции в чартах: — Германия — 1 Австрия — 3 Бельгия — 48 Нидерланды — 7 Норвегия — 24 США — 147 Финляндия — 1 Франция — 54 Швеция — 11 Швейцария — 7 | |
| Данные - Записан: 23 июля 2005 года на сцене Les Arènes de Nîmes в Ниме, Франция - Выпущен: 17 ноября 2006 года - Лейбл: Motor Music - Время звучания: 75:00 | Сертификация Германия — платиновый · Швейцария — золотой Профессиональные рецензии - AbsolutePunk (72 %) ссылка - Allmusic ссылка |

| Rammstein in Amerika | Rammstein in Amerika                                       |
| --- | ---------------------------------------------------------- |
| Высшие позиции в чартах: Венгрия — 23 Германия — 1 США — 3 |                                                            |
| Данные - Записан: 11 декабря 2010 года на сцене «Мэдисон-сквер-гарден» в Нью-Йоркe, США - Выпущен: 25 сентября 2015 года - Лейбл: Universal - Время звучания: 244:00 | Сертификация Финляндия — золотой Профессиональные рецензии |

| Rammstein: Paris | Rammstein: Paris                                          |
| --- | --------------------------------------------------------- |
| Высшие позиции в чартах: — Германия — 1 Австрия — 3 Бельгия — 1 Нидерланды — 10 Норвегия — 15 Финляндия — 8 Франция — 13 Швеция — 11 Швейцария — 3 |                                                           |
| Данные - Записан: 6—7 марта 2012 года, Париж, Франция - Выпущен: 23 марта 2017 года - Лейбл: Universal - Время звучания: 98:00                     | Сертификация Германия — золотой Профессиональные рецензии |

## Сборники
| Original Single Kollektion | Original Single Kollektion                        |
| --- | ------------------------------------------------- |
| Du riechst so gut 1. «Du riechst so gut» (Single Version) — 4:50 2. «Wollt ihr das Bett in Flammen sehen?» (Album Version) — 5:19 3. «Du riechst so gut» (Scal Remix) — 4:45 Seemann 1. «Seemann» — 4:48 2. «Der Meister» — 4:10 3. «Rammstein in the house» (Timewriter-RMX) — 6:24 Engel 1. «Engel» — 4:23 2. «Sehnsucht» — 4:02 3. «Rammstein» (Eskimos & Egypt Radio Edit) — 3:41 4. «Rammstein» (Eskimos & Egypt Instrumental Edit) — 3:27 5. «Rammstein» (Original) — 4:25 Engel (Fan-Edition) 1. «Engel» (Extended Version) — 4:34 2. «Feuerräder» (Live Demo Version 1994) — 4:47 3. «Wilder Wein» (Demo Version 1994) — 5:41 4. «Rammstein» (Eskimos & Egypt Instrumental) — 3:27 Du hast 1. «Du hast» (Single Version) — 3:54 2. «Bück dich» (Album Version) — 3:21 3. «Du hast» (Remix by Jacob Hellner) — 6:44 4. «Du hast» (Remix by Clawfinger) — 5:24 Das Modell 1. «Das Modell» — 4:46 2. «Kokain» — 3:09 3. «Alter Mann» (Special Version) — 4:22 4. «Rammstein Computerspiel fur Windows» (Video Game) — 3:31 | - Выпущен: 19 июня 1998 года - Лейбл: Motor Music |

| Made in Germany 1995–2011 | Made in Germany 1995–2011       |
| --- | ------------------------------- |
| Высшие позиции в чартах: Германия — 1; Австрия — 2; Бельгия — 17; Великобритания — 94; Нидерланды — 18; Норвегия — 37; Польша — 7; Россия — 1; Финляндия — 12; Франция — 42; Швеция — 18; Швейцария — 5; |                                 |
| Данные - Выпущен: 2 декабря 2011 года - Лейбл: Universal - Время звучания: 65:30 минут | Сертификация Германия — золотой |

## Синглы
| Год  | Сингл                                                                             | Высшие позиции в чартах | Высшие позиции в чартах | Высшие позиции в чартах | Высшие позиции в чартах | Высшие позиции в чартах | Высшие позиции в чартах | Высшие позиции в чартах | Высшие позиции в чартах | Высшие позиции в чартах | Высшие позиции в чартах | Альбом                             |
| Год  | Сингл                                                                             | ГЕР                     | АВТ                     | БЕЛ                     | ДАН                     | ФИН                     | НИД                     | НОР                     | ШВЕ                     | ШВА                     | ВЕЛ                     | Альбом                             |
| ---- | --------------------------------------------------------------------------------- | ----------------------- | ----------------------- | ----------------------- | ----------------------- | ----------------------- | ----------------------- | ----------------------- | ----------------------- | ----------------------- | ----------------------- | ---------------------------------- |
| 1995 | «Du riechst so gut»                                                               | —                       | —                       | —                       | —                       | —                       | —                       | —                       | —                       | —                       | —                       | Herzeleid                          |
| 1996 | «Seemann»                                                                         | —                       | —                       | —                       | —                       | —                       | —                       | —                       | —                       | —                       | —                       | Herzeleid                          |
| 1997 | «Engel»                                                                           | 3                       | 4                       | —                       | —                       | —                       | —                       | —                       | 48                      | 17                      | —                       | Sehnsucht                          |
| 1997 | «Du hast»                                                                         | 5                       | 10                      | —                       | —                       | —                       | —                       | —                       | —                       | 33                      | 186                     | Sehnsucht                          |
| 1997 | «Das Modell»                                                                      | 5                       | 18                      | —                       | —                       | —                       | —                       | —                       | 41                      | —                       | —                       | Сингл вне альбома                  |
| 1998 | «Du riechst so gut ’98»                                                           | 16                      | —                       | —                       | —                       | —                       | —                       | —                       | —                       | —                       | —                       | Herzeleid                          |
| 1998 | «Stripped»                                                                        | 14                      | 27                      | —                       | —                       | —                       | —                       | —                       | —                       | 42                      | —                       | Сингл вне альбома                  |
| 2001 | «Asche zu Asche»                                                                  | —                       | —                       | —                       | —                       | —                       | —                       | —                       | —                       | —                       | —                       | Herzeleid                          |
| 2001 | «Sonne»                                                                           | 2                       | 5                       | 44                      | —                       | 9                       | 24                      | —                       | 42                      | 18                      | —                       | Mutter                             |
| 2001 | «Links 2-3-4»                                                                     | 26                      | 33                      | —                       | —                       | 15                      | 60                      | —                       | —                       | 65                      | —                       | Mutter                             |
| 2001 | «Ich will»                                                                        | 29                      | 59                      | —                       | —                       | 19                      | 52                      | —                       | —                       | —                       | 30                      | Mutter                             |
| 2002 | «Mutter»                                                                          | 47                      | —                       | —                       | —                       | 7                       | 69                      | —                       | —                       | —                       | —                       | Mutter                             |
| 2002 | «Feuer frei!»                                                                     | 33                      | 28                      | —                       | —                       | —                       | 70                      | —                       | —                       | —                       | 35                      | Mutter                             |
| 2004 | «Mein Teil»                                                                       | 2                       | 6                       | 40                      | 6                       | 2                       | 15                      | 11                      | 8                       | 11                      | 61                      | Reise, Reise                       |
| 2004 | «Amerika»                                                                         | 2                       | 3                       | 36                      | 2                       | 10                      | 16                      | 13                      | 21                      | 5                       | 38                      | Reise, Reise                       |
| 2004 | «Ohne dich»                                                                       | 12                      | 38                      | —                       | 17                      | 13                      | 30                      | —                       | —                       | 42                      | —                       | Reise, Reise                       |
| 2005 | «Keine Lust»                                                                      | 16                      | 25                      | —                       | 4                       | 14                      | 19                      | —                       | 57                      | 30                      | 35                      | Reise, Reise                       |
| 2005 | «Benzin»                                                                          | 6                       | 11                      | 41                      | 3                       | 1                       | 25                      | 15                      | 16                      | 15                      | 58                      | Rosenrot                           |
| 2005 | «Rosenrot»                                                                        | 28                      | 46                      | —                       | 8                       | —                       | 43                      | —                       | 53                      | 59                      | —                       | Rosenrot                           |
| 2006 | «Mann gegen Mann»                                                                 | 20                      | 42                      | —                       | 5                       | 18                      | 35                      | —                       | 45                      | 66                      | 59                      | Rosenrot                           |
| 2009 | «Pussy»                                                                           | 1                       | 4                       | 7                       | 37                      | 1                       | 18                      | 16                      | 22                      | 12                      | 95                      | Liebe ist für alle da              |
| 2010 | «Ich tu dir weh»                                                                  | —                       | 74                      | —                       | —                       | —                       | —                       | —                       | —                       | —                       | —                       | Liebe ist für alle da              |
| 2010 | «Haifisch»                                                                        | 33                      | —                       | —                       | —                       | —                       | —                       | —                       | —                       | —                       | —                       | Liebe ist für alle da              |
| 2011 | «Mein Land»                                                                       | 5                       | 9                       | —                       | —                       | 14                      | 88                      | —                       | —                       | 21                      | —                       | Made in Germany 1995–2011          |
| 2012 | «Mein Herz brennt»                                                                | 7                       | 31                      | —                       | —                       | —                       | —                       | —                       | —                       | 33                      | —                       | Mutter / Made in Germany 1995–2011 |
| 2019 | «Deutschland»                                                                     | 1                       | 4                       | 23                      | —                       | 4                       | 74                      | —                       | 44                      | 1                       | 98                      | Rammstein                          |
| 2019 | «Radio»                                                                           | 4                       | 13                      | 73                      | —                       | —                       | —                       | —                       | 100                     | 17                      | —                       | Rammstein                          |
| 2019 | «Ausländer»                                                                       | 16                      | 29                      | —                       | —                       | —                       | —                       | —                       | —                       | 38                      | —                       | Rammstein                          |
| 2022 | «Zeit»                                                                            | ?                       | ?                       | ?                       | ?                       | ?                       | ?                       | ?                       | ?                       | ?                       | ?                       | Zeit                               |
| 2022 | «Zick Zack»                                                                       | ?                       | ?                       | ?                       | ?                       | ?                       | ?                       | ?                       | ?                       | ?                       | ?                       | Zeit                               |
| 2022 | «Angst»                                                                           | ?                       | ?                       | ?                       | ?                       | ?                       | ?                       | ?                       | ?                       | ?                       | ?                       | Zeit                               |
| 2022 | «Dicke Titten»                                                                    | ?                       | ?                       | ?                       | ?                       | ?                       | ?                       | ?                       | ?                       | ?                       | ?                       | Zeit                               |
| 2022 | «Adieu»                                                                           | ?                       | ?                       | ?                       | ?                       | ?                       | ?                       | ?                       | ?                       | ?                       | ?                       | Zeit                               |
|      | «—» означает, что сингл либо не попал в чарты, либо не был издан в данной стране. |                         |                         |                         |                         |                         |                         |                         |                         |                         |                         |                                    |

## Видеоальбомы
| Live aus Berlin | Live aus Berlin |
| --- | --- |
| Высшие позиции в чартах: Австрия — 10 Бельгия — 7 Норвегия — 10 США — 179 Финляндия — 2                                                                                     | |
| Данные - Записан: 22 и 23 августа 1998 года на сцене Kindl-Bühne Wuhlheide в Берлине, Германия - Выпущен: 30 августа 1999 года - Лейбл: Motor Music - Время звучания: 80:36 | Профессиональные рецензии - Allmusic ссылка (недоступная ссылка) - Rolling Stone ссылка Сертификация Германия — дважды платиновый · США — золотой · Австралия — золотой |

| Lichtspielhaus                                                                                       | Lichtspielhaus |
| --- | --- |
| Высшие позиции в чартах: Австрия — 5 Бельгия — 4 Германия — 25 Норвегия — 4 Финляндия — 2 Швеция — 5 | |
| Данные - Выпущен: 1 декабря 2003 года - Лейбл: Motor Music - Время звучания: 210 минут               | Профессиональные рецензии - About.com [german.about.com/od/dvdvideo/fr/dvdRammLichtsp.htm ссылка] Сертификация Германия — платиновый |

| Völkerball | Völkerball |
| --- | --- |
| Высшие позиции в чартах: Бельгия — 1 США — 147; | |
| Данные - Записан: 23 июля 2005 года на сцене Les Arènes de Nîmes в Ниме, Франция - Выпущен: 17 ноября 2006 года - Лейбл: Motor Music - Время звучания: 140 минут | Профессиональные рецензии - AbsolutePunk.net (72 %) ссылка - Allmusic ссылка Сертификация Германия — дважды платиновый |

| Videos 1995–2012                                                                        | Videos 1995–2012                                                       |
| --------------------------------------------------------------------------------------- | ---------------------------------------------------------------------- |
| Высшие позиции в чартах:                                                                |                                                                        |
| Данные - Выпущен: 14 декабря 2012 года - Лейбл: Motor Music - Время звучания: 455 минут | Сертификация Германия — золотой Сертификация Профессиональные рецензии |

| Rammstein: Paris | Rammstein: Paris                       |
| --- | -------------------------------------- |
| Высшие позиции в чартах: |                                        |
| Данные - Записан: 6—7 марта 2012 года, Париж, Франция - Выпущен: 19 марта 2017 года - Лейбл: Universal - Время звучания: 128 минут | Сертификация Профессиональные рецензии |

## Видеоклипы
| Год  | Название                | Комментарий | Ссылка                                                                      |
| ---- | ----------------------- | --- | --------------------------------------------------------------------------- |
| 1995 | «Du riechst so gut»     | Первый клип Rammstein, снятый в 1995 году Эмануэлем Фиаликом. Премьерный показ состоялся 17 августа 1995 года. | - Du riechst so gut на YouTube                                              |
| 1996 | «Seemann»               | Второй клип, снятый в 1995 году Ласло Кадаром. Премьерный показ состоялся 2 января 1996 года. | - Seemann на YouTube                                                        |
| 1997 | Rammstein               | Третий клип, снятый в 1997 году Александром Херцогом и Каем Книпкампом. Премьерный показ состоялся 1 октября 1997 года. | - Rammstein на YouTube                                                      |
| 1997 | «Engel»                 | Четвёртый клип, снятый в 1997 году Ханнесом Россачером и Норбертом Хайткером. Премьерный показ состоялся 1 апреля 1997 года. | - Engel на YouTube                                                          |
| 1997 | «Du hast»               | Пятый клип, снятый в июне 1997 года Филипом Штольцем. Премьерный показ состоялся 21 июля 1997 года. | - Du hast на YouTube                                                        |
| 1998 | «Du riechst so gut '98» | Шестой клип, снятый Филипом Штольцем в период с 20 по 25 апреля 1998 года. Премьерный показ состоялся 17 августа 1998 года. | - Du riechst so gut '98 на YouTube                                          |
| 1998 | «Stripped»              | Седьмой клип, смонтированный в 1997 году Свеном Будельманном и Филипом Штольцем. Видеоклип представляет собой подборку кадров из документального фильма «Олимпия» режиссёра Лени Рифеншталь. Премьерный показ состоялся 27 августа 1998 года. | - Stripped на YouTube                                                       |
| 2001 | «Sonne»                 | Восьмой клип, снятый Йорном Хайтманном в период с 13 по 22 января 2001 года. Премьерный показ состоялся 29 января 2001 года. | - Sonne на YouTube                                                          |
| 2001 | «Links 2 3 4»           | Девятый клип, снятый в 2001 году Зораном Бихачем и Юргеном Хаасом. Премьерный показ состоялся 18 мая 2001 года. | - Links 2 3 4 на YouTube                                                    |
| 2001 | «Ich will»              | Десятый клип, снятый 8 и 9 августа 2001 года Йорном Хайтманном. Премьерный показ состоялся 9 августа 2001 года. | - Ich will на YouTube                                                       |
| 2002 | «Mutter»                | Одиннадцатый клип, снятый Йорном Хайтманном в 2002 году. Премьерный показ состоялся 25 марта 2002 года. | - Mutter на YouTube                                                         |
| 2002 | «Feuer frei!»           | Двенадцатый клип, снятый в 2002 году Робом Коэном. Премьерный показ состоялся 26 июля 2002 года. | - Feuer frei! на YouTube                                                    |
| 2004 | «Mein Teil»             | Тринадцатый клип, снятый Зораном Бихачем 2 и 3 июля 2004 года. Премьерный показ состоялся 9 июля 2004 года. | - Mein Teil на YouTube                                                      |
| 2004 | «Amerika»               | Четырнадцатый клип, снятый 6 и 7 августа 2004 года Йорном Хайтманном. Премьерный показ состоялся 20 августа 2004 года. | - Amerika на YouTube                                                        |
| 2004 | «Ohne dich»             | Пятнадцатый клип, снятый в период с 23 по 25 октября 2004 года Йорном Хайтманном. Премьерный показ состоялся 8 ноября 2004 года. | - Ohne dich на YouTube                                                      |
| 2005 | «Keine Lust»            | Шестнадцатый клип, снятый Йорном Хайтманном в январе 2005 года. Премьерный показ состоялся 3 февраля 2005 года. | - Keine Lust на YouTube                                                     |
| 2005 | «Benzin»                | Семнадцатый клип, снятый в августе 2005 года Уве Фладе. Премьерный показ состоялся 16 сентября 2005 года. | - Benzin на YouTube                                                         |
| 2005 | «Rosenrot»              | Восемнадцатый клип, снятый 12 и 13 ноября 2005 года Зораном Бихачем. Премьерный показ состоялся 30 ноября 2005 года. | - Rosenrot на YouTube                                                       |
| 2006 | «Mann gegen Mann»       | Девятнадцатый клип, снятый Юнасом Окерлундом 8 октября 2005 года. Премьерный показ состоялся 1 февраля 2006 года. | - Mann gegen Mann на YouTube                                                |
| 2009 | «Pussy»                 | Двадцатый клип, снятый Юнасом Окерлундом 5 июня 2009 года. Премьерный показ состоялся 16 сентября 2009 года. | - Оригинальная версия Pussy - Цензурная версия Pussy на YouTube             |
| 2009 | «Ich tu dir weh»        | Двадцать первый клип, снятый в конце 2009 года Юнасом Окерлундом. Премьерный показ состоялся 21 декабря 2009 года. | - Ich tu dir weh на YouTube                                                 |
| 2010 | «Haifisch»              | Двадцать второй клип, снятый Йорном Хайтманном в ноябре 2009 года. Премьерный показ состоялся 23 апреля 2010 года. | - Haifisch на YouTube                                                       |
| 2011 | «Mein Land»             | Двадцать третий клип, снятый Юнасом Окерлундом в мае 2011 года. Премьерный показ состоялся 11 ноября 2011 года. | - Mein Land на YouTube                                                      |
| 2012 | «Mein Herz brennt»      | Было снято две версии клипа. Премьера первой состоялась 7 декабря 2012 года, второй — 14 декабря. Обе были сняты Зораном Бихачем. | - Mein Herz brennt (Piano Version) на YouTube - Mein Herz brennt на YouTube |
| 2019 | «Deutschland»           | Двадцать шестой клип, снятый режиссёром Эриком Римбергом в феврале 2019 года. Премьерный показ состоялся 28 марта 2019 года. | - Deutschland на YouTube                                                    |
| 2019 | «Radio»                 | Двадцать седьмой клип, снятый Йорном Хайтманном в марте 2019 года. Премьерный показ состоялся 26 апреля 2019 года. | - Radio на YouTube                                                          |
| 2019 | «Ausländer»             | Двадцать восьмой клип, снятый Йорном Хайтманном в марте 2019 года. Премьерный показ состоялся 28 мая 2019 года. | - Ausländer на YouTube                                                      |
| 2022 | «Zeit»                  | Двадцать девятый клип. Режиссёр клипа — актёр и музыкант Роберт Гвисдек. Премьерный показ состоялся 10 марта 2022. | - Zeit на YouTube                                                           |
| 2022 | «Zick Zack»             | Тридцатый клип, снятый Йорном Хайтманном в декабре 2021 года. Премьерный показ состоялся 7 апреля 2022 года. | - Zick Zack на YouTube                                                      |
| 2022 | «Angst»                 | Тридцать первый клип. Режиссёр клипа — актёр и музыкант Роберт Гвисдек. Премьерный показ состоялся 29 апреля 2022 года. | - Angst на YouTube                                                          |
| 2022 | «Dicke Titten»          | Тридцать второй клип, снятый Йорном Хайтманном в сентябре 2021 года в Элльмау (Австрия). Премьерный показ состоялся 25 мая 2022 года. | - Dicke Titten на YouTube                                                   |
| 2022 | «Adieu»                 | Тридцать третий клип, снятый режиссёром Эриком Рембергом. Премьерный показ состоялся 24 ноября 2022 года. | - Adieu на YouTube                                                          |

## Саундтреки
Данные приведены по материалам сайта Internet Movie Database.
| Год  | Композиция                                            | Фильм | Указана / не указана в фильме |
| ---- | ----------------------------------------------------- | --- | --- |
| 1997 | «Heirate Mich»                                        | «Шоссе в никуда» | В титрах указана. - «Heirate Mich» в х/ф «Шоссе в никуда» на сайте YouTube                                                                              |
| 1997 | «Engel»                                               | «Смертельная битва 2: Истребление» | Указана. Играет непосредственно во время финальных титров. - Engel в х/ф «Смертельная битва 2: Истребление» на сайте Видео@Mail.ru. Начинается с 91:23. |
| 1997 | «Heirate mich» «Wollt Ihr das Bett in Flammen sehen?» | Мультипликационный телесериал «Космический призрак» - Сезон 4, эпизод 45 «Brilliant Number One» - Сезон 4, эпизод 58 «Brilliant Number Two» | В обоих случаях композиции в титрах не указаны. |
| 1997 | «Eifersucht»                                          | Wing Commander: Prophecy | В титрах не указана. |
| 1999 | «Du hast»                                             | Мультипликационный телесериал «Дарья» - Сезон 3, эпизод 1 «Смутно сквозь линзы»                                                             | В титрах не указана. - «Du hast» в телесериале «Дарья» на сайте RuTube. Начинается с 13:20.                                                             |
| 1999 | «Du hast»                                             | Значится в официальном саундтреке к фильму «Матрица», однако, непосредственно в фильме не звучит.                                           | В титрах не указана. |
| 2000 | «Du hast»                                             | Документальная комедия «CKY2K» | В титрах указана. - «Du hast» в д/ф «CKY2K» на сайте YouTube.                                                                                           |
| 2000 | «Alter Mann»                                          | «Крылья ворона» | В титрах указана. |
| 2001 | «Adios»                                               | Бельгийская короткометражка Oh My God?! | В титрах указана. |
| 2001 | «Du hast»                                             | Телесериал «Девочки Гилмор» - Сезон 2, эпизод 6 «Presenting Lorelai Gilmore»                                                                | В титрах не указана. |
| 2001 | «Du hast»                                             | «Торчки» | В титрах указана. - «Du hast» в х/ф «Торчки» на сайте YouTube.                                                                                          |
| 2001 | «Feuer frei!»                                         | Телесериал «C.S.I.: Место преступления» - Сезон 2, эпизод 8 «Рабы Лас-Вегаса»                                                               | В титрах не указана. |
| 2002 | «Tier»                                                | Телефильм «Evil on Queen Street» | В титрах указана. |
| 2002 | «Hallelujah»                                          | Значится в официальном саундтреке к фильму «Обитель зла», однако непосредственно в фильме не звучит.                                        | В титрах не указана. |
| 2002 | «Rammstein»                                           | Канадский документальный фильм «Celluloid Dreams»                                                                                           | В титрах указана. |
| 2002 | «Mein Herz brennt»                                    | Использовалась в качестве заставки в израильском телешоу «Преступление и наказание» (ивр. החטא ועונשו‎)                                      | В титрах указана. |
| 2002 | «Feuer frei!»                                         | «Три икса» | В титрах указана. - «Feuer frei!» в х/ф «Три икса» на сайте YouTube.                                                                                    |
| 2002 | «Mein Herz brennt»                                    | «Лиля навсегда» | В титрах указана. - «Mein Herz brennt» в х/ф «Лиля навсегда» на сайте YouTube.                                                                          |
| 2002 | «Sonne»                                               | «Страх.сом» | В титрах указана. - «Sonne» в х/ф «Страх.сом» на сайте YouTube.                                                                                         |
| 2002 | «Sonne»                                               | Использовалась в трейлере к французскому фильму «Красная сирена».                                                                           | Не указана. - «Sonne» в трейлере к х/ф «Красная сирена» на сайте YouTube.                                                                               |
| 2004 | «Links 2-3-4»                                         | Телесериал «C.S.I.: Место преступления» - Сезон 5, эпизод 6 «Что гложет Гилберта Гриссома?»                                                 | В титрах не указана. |
| 2004 | «Mein Teil»                                           | Значится в официальном саундтреке к фильму «Обитель зла 2: Апокалипсис», однако, непосредственно в фильме не звучит.                        | В титрах не указана. |
| 2006 | «Engel»                                               | «Полный облом» | В титрах указана. - «Engel» в х/ф «Полный облом» на сайте Видео@Mail.ru. Начинается с 66:10.                                                            |
| 2007 | «Wollt Ihr das Bett in Flammen sehen?»                | Аниме-сериал «Yu-Gi-Oh! The Abridged Series» - Сезон 1, эпизод 18 «Turn Around Bright Eyes»                                                 | В титрах не указана. |
| 2007 | «Mein Herz brennt»                                    | «Спасите Грейс» - Сезон 1, эпизод 1 «Пилотный эпизод»                                                                                       | В титрах не указана. |
| 2008 | «Heirate mich»                                        | Австрийское телешоу «Willkommen Österreich» - Сезон 1, эпизод 27                                                                            | В титрах не указана. |
| 2008 | «Mein Herz brennt»                                    | Использовалась в трейлере к американскому фильму «Хеллбой 2: Золотая армия».                                                                | Не указана. - «Mein Herz brennt» в трейлере к х/ф «Хеллбой 2: Золотая армия» на сайте YouTube.                                                          |
| 2008 | «Du hast»                                             | «Красавцы» - Сезон 5, эпизод 11 «Play’n with Fire»                                                                                          | В титрах не указана. - «Du hast» в сериале «Красавцы» на сайте YouTube.                                                                                 |
| 2009 | «Du hast»                                             | Видеоигра Guitar Hero 5 | Указана в треклисте. - «Du hast» в видеоигре Guitar Hero 5 на сайте YouTube.                                                                            |
| 2009 | «Amour»                                               | Использовалась в трейлере к немецкому фильму «Тот же, но совсем другой».                                                                    | Не указана. - «Amour» в трейлере к х/ф «Тот же, но совсем другой» на сайте YouTube.                                                                     |
| 2012 | «Tier»                                                | Гримм, сезон 1, эпизод 19 «Оставь это бобрам»                                                                                               | В титрах не указан |
| 2013 | «Führe Mich»                                          | «Нимфоманка» режиссёра Ларса фон Триера. | В титрах указана |